# Нурсола (Тумьюмучашское сельское поселение)
 Нурсола  — деревня в Куженерском районе Республики Марий Эл. Входит в состав Тумьюмучашского сельского поселения.

## География
Находится в северо-восточной части республики Марий Эл на расстоянии приблизительно 10 км на запад от районного центра посёлка Куженер.

## История
Известна с 1859 года как деревня из 12 дворов, в ней проживало 67 человек. В 1874 году в деревне было 7 русских и 16 марийских дворов, проживал 131 человек. В 1909 году в деревне проживало 189 человек, в 1929 году в ней было 97 марийских дворов, 7 русских дворов, в 1932 году проживало 167 марийцев и 9 русских. В 1943 году здесь было 47 дворов, проживало 165 человек. В 2005 году в деревне насчитывалось 50 хозяйств. В советское время работали колхозы «Чевер куэр», «Коммунар», имени Сталина и имени Ленина.

## Население
Население составляло 149 человек (мари 98 %) в 2002 году, 109 в 2010.